# Кемпф, Константин
Константи́н Кемпф (нем. Konstantin Kämpf; р. ок. 1990) — немецкий кёрлингист.

## Достижения
- Чемпионат Германии по кёрлингу среди мужчин: серебро (2014).

## Команды
| Сезон   | Четвёртый        | Третий           | Второй          | Первый                | Запасной                                | Турниры             |
| ------- | ---------------- | ---------------- | --------------- | --------------------- | --------------------------------------- | ------------------- |
| 2009    | Константин Кемпф | Марк Бастиан     | Александр Кемпф | Philipp Hackelsmiller | Винсент Тремплин тренер: Marcus Angrick | ЧМЮ 2009 (10 место) |
| 2010    | Константин Кемпф | Александр Кемпф  | Марк Бастиан    | Philipp Hackelsmiller | Винсент Тремплин                        | ПЕЮ 2010 (8 место)  |
| 2011    | Константин Кемпф | Александр Кемпф  | Марк Бастиан    | Philipp Hackelsmiller | Yurian Idler тренер: Marcus Angrick     | ПЕЮ 2011 (4 место)  |
| 2012—13 | Константин Кемпф | Sebastian Jacoby | Александр Кемпф | Доминик Грайндль      |                                         | ЧГМ 2013 (4 место)  |
| 2013—14 | Константин Кемпф | Даниэль Нойнер   | Александр Кемпф | Доминик Грайндль      | Sebastian Jacoby                        | ЧГМ 2014            |
| 2014—15 | Даниэль Нойнер   | Константин Кемпф | Александр Кемпф | Доминик Грайндль      | Sebastian Jacoby                        |                     |

(скипы выделены полужирным шрифтом)